# Lottia
Lottia is een geslacht van weekdieren uit de klasse van de Gastropoda (slakken).

## Soorten
- Lottia abrolhosensis (Petuch, 1979)
- Lottia acutapex (S. S. Berry, 1960)
- Lottia albicosta (C. B. Adams, 1845)
- Lottia alveus (Conrad, 1831)
- Lottia angusta (Moskalev in Golikov & Scarlato, 1967)
- Lottia antillarum G. B. Sowerby I, 1834
- Lottia argrantesta Simison & Lindberg, 2003
- Lottia asmi (Middendorff, 1847)
- Lottia atrata (Carpenter, 1857)
- Lottia austrodigitalis (Murphy, 1978)
- Lottia borealis (Lindberg, 1982)
- Lottia cassis (Eschscholtz, 1833)
- Lottia cellanica (Christiaens, 1980)
- Lottia conus (Test, 1945)
- Lottia cubensis (Reeve, 1855)
- Lottia dalliana (Pilsbry, 1891)
- Lottia digitalis (Rathke, 1833)
- Lottia discors (Philippi, 1849)
- Lottia dorsuosa (Gould, 1859)
- Lottia edmitchelli (Lipps, 1963)
- Lottia emydia (Dall, 1914)
- Lottia fascicularis (Menke, 1851)
- Lottia fenestrata (Reeve, 1855)
- Lottia filosa (Carpenter, 1865)
- Lottia formosa (Christiaens, 1980)
- Lottia gigantea Gray in G. B. Sowerby I, 1834
- Lottia immaculata (Lindberg & McLean, 1981)
- Lottia instabilis (Gould, 1846)
- Lottia jamaicensis (Gmelin, 1791)
- Lottia kogamogai Sasaki & Okutani, 1994
- Lottia langfordi (Habe, 1944)
- Lottia leucopleura (Gmelin, 1791)
- Lottia limatula (Carpenter, 1864)
- Lottia lindbergi Sasaki & Okutani, 1994
- Lottia luchuana (Pilsbry, 1901)
- Lottia marcusi (Righi, 1966)
- Lottia mesoleuca (Menke, 1851)
- Lottia mimica Lindberg & McLean, 1981
- Lottia mitella (Menke, 1847)
- Lottia mixta (Reeve, 1855)
- Lottia mortoni (Christiaens, 1980)
- Lottia noronhensis (E. A. Smith, 1890)
- Lottia onychitis (Menke, 1843)
- Lottia orbignyi (Dall, 1909)
- Lottia painei Lindberg, 1987
- Lottia paradigitalis (Fritchman, 1960)
- Lottia pediculus (Philippi, 1846)
- Lottia peitaihoensis (Grabau & King, 1928)
- Lottia pelta (Rathke, 1833)
- Lottia persona (Rathke, 1833)
- Lottia rothi (Lindberg & McLean, 1981)
- Lottia scabra (Gould, 1846)
- Lottia scutum (Rathke, 1833)
- Lottia septiformis (Quoy & Gaimard, 1834)
- Lottia smithi Lindberg & McLean, 1981
- Lottia stanfordiana (Berry, 1957)
- Lottia strigatella (Carpenter, 1864)
- Lottia strongiana (Hertlein, 1958)
- Lottia subrotundata (Carpenter, 1865)
- Lottia subrugosa (d'Orbigny, 1846)
- Lottia tenuisculptata Sasaki & Okutani, 1994
- Lottia tranquebarica (Gmelin, 1791)
- Lottia triangularis (Carpenter, 1864)
- Lottia turveri (Hertlein & Strong, 1951)
- Lottia versicolor (Moskalev in Golikov & Scarlato, 1967)